# Capitulación de Cintra
La Capitulación de Cintra, Capitulación de Sintra o Tratado de Sintra fue un tratado firmado el 18 de septiembre de 1509, por los reyes de Portugal, Manuel I, y Castilla, Juana I. Su objeto era precisar definitivamente los límites entre las áreas de influencia de ambos reinos en el norte de África, definidos quince años antes en el Tratado de Tordesillas (1494).

## Tratado
Los monarcas estuvieron representados, respectivamente, por António de Noronha, escribano particular, corroborado por el doctor João Faria; y por Gómez de Santa Elena, corregidor de la ciudad de Jaén.

Repartos de Berbería entre Castilla y Portugal, incluyendo la Capitulación de Cintra.

El tratado estableció que, por un lado, Portugal desistiese de la conquista del peñón de Vélez de la Gomera y del resto de territorios que se extendían hacia el este, que corresponderían a Castilla por estar en la jurisdicción del Reino de Fez, dejando así Melilla, ya en manos castellanas desde 1497, y Cazaza, desde 1506, protegidas ante cualquier reclamación portuguesa. Por otro lado, Castilla reconocía la soberanía portuguesa sobre los territorios norteafricanos comprendidos entre Vélez y el cabo Bojador (en la costa atlántica). Adicionalmente, se acordó que quien incumpliera los términos del tratado debería pagar una multa de cien mil doblas de oro.
El Tratado de Zaragoza, de 1529, firmado de nuevo entre Castilla y Portugal para delimitar las esferas de influencia de ambos reinos en Asia, no alteró los términos de la Capitulación de Cintra.